# Chiesa di Santa Maria Maddalena (Roma)
La chiesa di Santa Maria Maddalena  è un luogo di culto cattolico di Roma, nel rione Colonna, che si affaccia sulla piazza omonima.  È considerata uno dei pochi esempi di arte rococò in Roma. Al suo interno riposano le spoglie mortali di San Camillo de Lellis, abruzzese. È la chiesa regionale degli abruzzesi residenti a Roma.

## Storia
Nel 1586 la chiesa, costruita su una cappella del Trecento già proprietà dell'Arciconfraternita del Gonfalone, venne affidata a Camillo de Lellis che ne fece la sede centrale dell'ordine dei Camilliani. All'ordine e al suo convento fu assegnato l'intero isolato circostante (piazza della Maddalena, via del Collegio Capranica, via delle Colonnelle).
Nel 1628 papa Urbano VIII autorizzava l'apertura, di fronte alla chiesa, di una nuova piazza, «per maggiore ornamento della Città e servizio e comodità di detta chiesa». I lavori implicarono la demolizione ed il rifacimento delle case circostanti, lavori ai quali si deve, ancor oggi, l'effetto armonioso e compiuto della attuale piazza della Maddalena.
Lavori di rifacimento interno della chiesa furono intrapresi già dal 1630, nel quadro di attività che interessavano l'intero complesso. I rifacimenti furono effettuati in vari lotti, destinati alle singole cappelle, e durarono a lungo: ancora nel 1695 si provvedeva a demolire case che erano appoggiate al fianco destro della chiesa. La fabbrica poté dirsi compiuta nel 1699, ma la consacrazione della nuova chiesa ebbe luogo soltanto il 4 maggio 1727.
In settant'anni di lavori si avvicendarono diversi architetti: da Carlo Fontana (al quale si attribuisce l'attuale cupola e la volta) a Giovanni Antonio De Rossi, a Giuseppe Sardi che concluse, nel 1735, l'attuale facciata.
Lo stile, il rococò, non era molto utilizzato per gli edifici religiosi, e la facciata fu criticata da più parti, tanto da affibbiarle il soprannome di chiesa di zucchero (perché ricordava le decorazioni di una torta).
Dal 2024 sulla chiesa insiste il titolo cardinalizio di Santa Maria Maddalena in Campo Marzio.

## Descrizione

### Arte e architettura

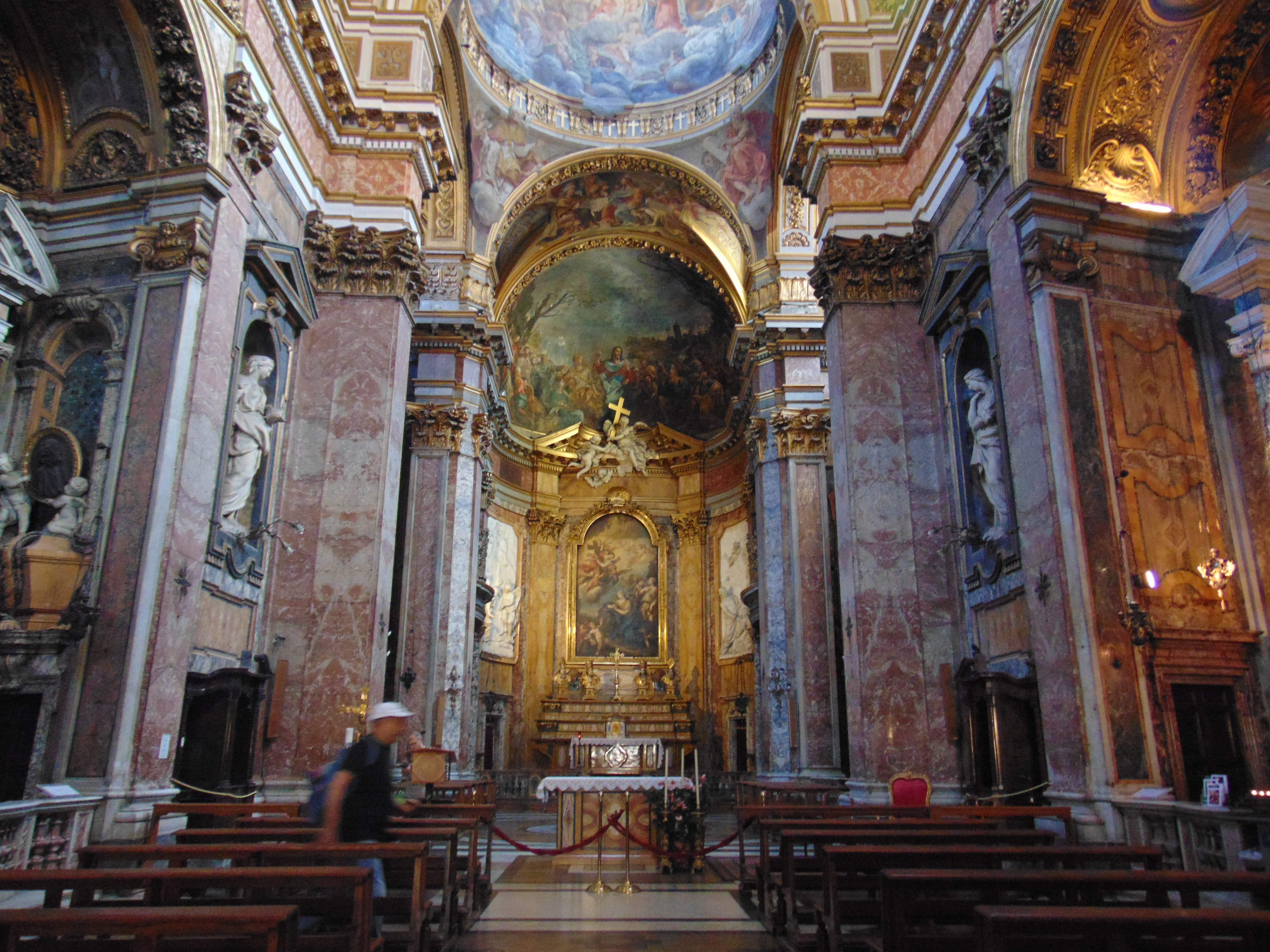
Interno

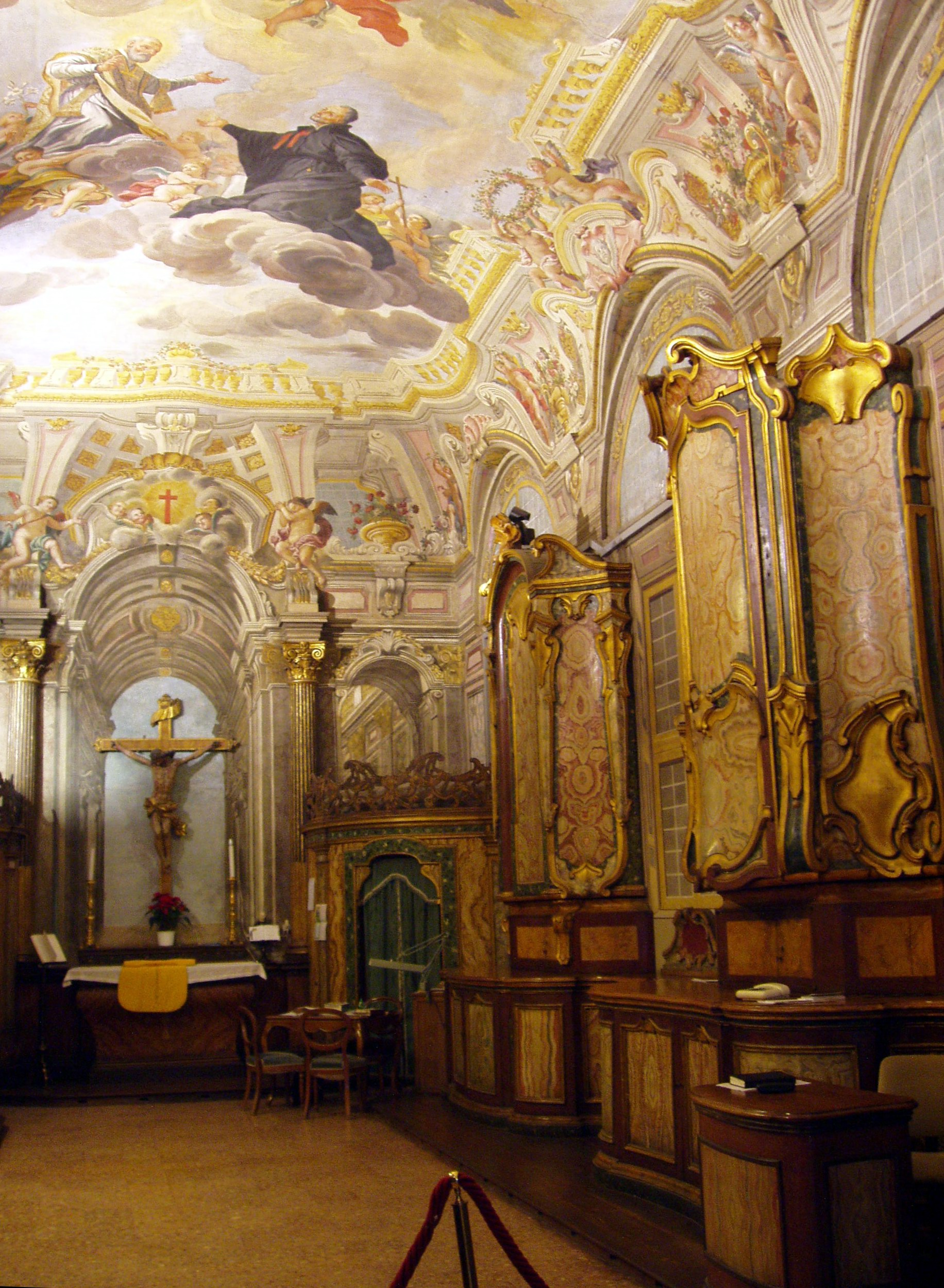
Sacrestia

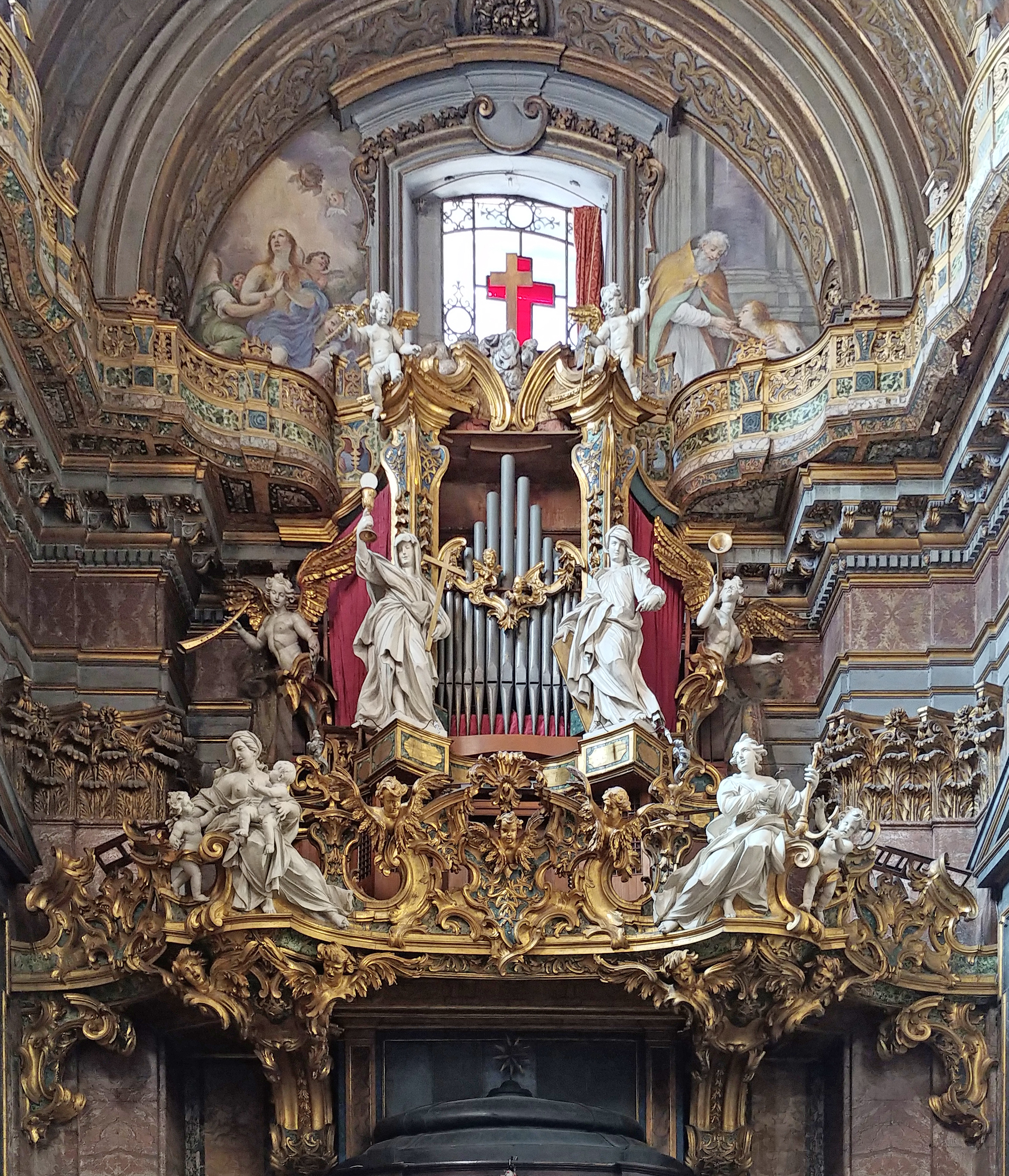
Organo a canne

L'interno è complesso: all'unica navata di forma ottagonale allungata, con due cappelle per ogni lato, segue il transetto sottostante la cupola, con a destra il "cappellone" del titolare san Camillo de Lellis, del quale sono custodite le spoglie mortali, e a sinistra quello di San Nicola di Bari. Segue la cappella dell'altare maggiore, con il catino dell'abside affrescato (con un Gesù che predica alle turbe e una biondissima Maddalena alla sua destra; sopra l'altare, altra grande tavola con la Maddalena in preghiera) e, a sinistra, la cappella delle reliquie e l'ingresso alla sacrestia.
Tra le opere d'arte di cui è ricca la chiesa (soprattutto legate alla vita di San Camillo, ad opera di Sebastiano Conca), si devono ricordare:
- Cristo, la Vergine e san Nicola di Bari del Baciccia,
- San Lorenzo Giustiniani che adora il Bambino di Luca Giordano,
- L'Umiltà, di Carlo Monaldi, nella prima nicchia a sinistra della navata centrale[4]
- Madonna della Salute, nella seconda cappella a destra della navata centrale. Quadro della fine del '400 o dei primi del '500 attribuito da alcuni al Beato Angelico[5]

La sacrestia rococò, è una delle più belle di Roma e la meglio conservata, con una profusione di dipinti, volute, dorature, policromie. Ragguardevole nella parete di destra la sequenza di armadi in legno dipinto a finto marmo alternati a finestre trompe-l'œil.

### Organo a canne
In controfacciata si trovano la doppia cantoria (quella superiore con funzione di orchestra) e l'organo a canne, con esuberante decorazione lignea dorata: il complesso plastico risale al 1706 e venne disegnato da Giulio Carlo Quadri e realizzato da Giovan Domenico Barbiani, mentre le statue in stucco bianco della Carità e della Speranza (sul parapetto) e della Fede e della Religione (sulla cassa) sono di Alessandro Richenbach (1758). Lo strumento venne costruito nel 1706 da Giuseppe Testa e profondamente modificato dal tirolese Johann Conrad Werle nel 1735, da Giacomo Pinacci nel 1790 e dalla ditta Paoli agli inizi del XX secolo, perdendo la sua fisionomia fonica originaria. Per quel che riguarda la parte fonica fu integralmente ricostruito in stile neobarocco contemporaneo dai Fratelli Ruffatti nel 1977 mantenendo il materiale fonico del Werle; a trasmissione meccanica, dispone di 21 registri su due manuali e pedale.